# 크크민tv
크크민TV는 대한민국에서 낚시 컨텐츠를 제작하는 유튜버다.
바다, 민물, 루어를 가리지 않고 붕어 낚시부터 배스 낚시, 선상 낚시, 얼음 낚시, 갯바위 낚시 등 여러 가지 낚시를 한다.
이뿐만 아니라 낚시 바늘 매듭법, 도래 매듭법, 쇼크리더 매듭법, 릴 라인 묶는법 등 낚시에 필요한 정보도 함께 알려준다. 불필요한 소음 없이 조용히 낚시하는 ASMR같은 방송으로 많은 사랑을 받고 있다.

## 주요 콘텐츠

### 낚시
방송 초창기에는 주로 청주 주변에서 붕어낚시와 배스낚시를 했는데 점점 활동 반경이 커져서 동해, 서해, 남해 할것 없이 전국을 돌아다니며 낚시를 한다. 새로운 낚시에 도전하는 것을 좋아하여 항상 새로운 채비를 사용하거나 낚아보지 못한 어종을 대상어로 낚시를 하려고 노력한다.
같은 채비를 반복적으로 사용하는것을 지양하고 항상 새로운 채비를 이용한 낚시를 시도하며 불필요한 어그로를 끌지 않는다.

### 먹방
낚시를 마친 후 잡은 물고기를 이용하여 맛있는 안주를 만들어 사이다나 보라차와 함께 먹는다(ASMR).

### 매듭법
낚시 바늘 묶는 방법부터 도래 묶는 법, 쇼크리더 묶는 방법, 스피닝 릴, 베이트릴 라인 감는법 등 낚시에 필요한 필수 매듭법을 쉽고 따라하기 쉽게 알려준다. 가장 많은 조회수를 얻고있는 '도래 매듭법 4가지(도래 묶기)'는 22년08월15일 현재 1511만 조회수를 넘어가고 있다.

## 실버 버튼
16년12월8일 첫 영상을 업로드한 이후 950일만인 19년7월15일에 구독자 10만명을 돌파했다 이후 여러 낚시 유튜버 및 업체로부터 축하를 받으며 실버버튼 개봉기를 업로드 하여 구독자와 함께 기쁨을 나눴다.
축전을 보내준 유튜버 : 아잉2TV, 로드건, 긱스TV, 물가에선나무, KACA Life, 낚시왕챠지, 다리네TV, 거니팍TV, 킹배스, 쉼표TV, 크크별, 엄맨TV 축전을 보내준 업체 : 다솔낚시마트, 디퍼, 대천해동낚시, 머털낚시, 퓨어피싱

## TV방송
2021.07.01 [채널A] 나만 믿고 따라와 도시어부3 9회에서 배우 이태곤이 숭어떼를 발견했을 때 '수중 입질 모습 2탄(돌돔,벵에돔,쥐치,숭어)' 영상이 5초간(방송시작 53분 전후) 자료화면으로 송출되었다.
2022.05.03 [KBS2] 생생정보 1542회에서 수중드론을 이용하여 낚시를 하는 모습이 11분30초간(방송시작 8분30초 전후) 방송되었다.

## 수상
2022.06.01 [2022 한류 인플루언서 대상 어워즈]에서 '레저스포츠' 부문 대상 수상.

## 쇼핑몰
2022년 상반기에 오픈한 크크민TV의 쇼핑몰 '크크민 KUKUMIN'은  다양한 낚시 & 아웃도어 용품을 판매하고 있다
크크민 KUKUMIN http://kukumin.com
크크민 Global Shop https://kukumin.shop

## 관련 기사
2018.04.10 [YTN] 낚시 콘텐츠, 소셜미디어와 방송 경계 넘나 들며 진화·발전...핵심 키워드는 소통  [https://www.ytn.co.kr/_ln/0120_201804101017432237]
2019.07.24 [MK스포츠] 유튜브 크크민TV, 정보가 한 가득..낚시가 궁금한 사람이라면 들어와 [http://mksports.co.kr/view/2019/560687/]
2021.05.31 [디지털타임스] 누가 `아재 취미`라고 했나...낚시, 유튜버에서 잘나가네 [http://mksports.co.kr/view/2019/560687/]
2021.07.02 [데이터넷] 유튜브 종합 낚시 채널 ‘크크민TV’, 지엠씨케이와 해외 에이전시 계약 체결 [http://www.datanet.co.kr/news/articleView.html?idxno=161454]
2022.03.20 [더팩트] '아재취미'에서 '국민취미'로…'낚시 유튜버' 인기 [http://news.tf.co.kr/read/livingculture/1925397.htm]
2022.05.03 [Queen] <SNS 화제 영상-조회 수 202만 뷰! 수중 드론 낚시> [http://www.queen.co.kr/news/articleView.html?idxno=375418]
2022.06.03 [스포츠경향] ‘인플루언서 대축체’ 2022 한류인플루언서대상 어워즈 성료 [https://sports.khan.co.kr/entertainment/sk_index.html?art_id=202206030807003&sec_id=540101&pt=nv]